# Ваља Маре (Муреш)
Ваља Маре (рум. Valea Mare) насеље је у Румунији у округу Муреш у општини Банд. Oпштина се налази на надморској висини од 360 m.

## Становништво
Према подацима из 2002. године у насељу је живело 258 становника, од којих су сви румунске националности.